# Olofstorp
Olofstorp est une localité de Suède située dans la commune de Göteborg du comté de Västra Götaland. Elle couvre une superficie de 2,51 km2. En 2010, elle compte 3 378 habitants.